# Lê Trọng Trải
Lê Trọng Trải (sinh ngày 18 tháng 7 năm 1955 tại Yên Mô, tỉnh Ninh Bình) là nhà động vật học, bảo tồn thiên nhiên hàng đầu của Việt Nam. Ông hiện đang là Giám đốc của Trung tâm Bảo tồn Thiên nhiên Việt (Viet Nature), một tổ chức khoa học thuộc Liên hiệp các hội Khoa học Kỹ thuật Việt Nam (VUSTA). Ông đã từng công tác tại:
- Viện điều tra quy hoạch rừng
- Quỹ Quốc tế Bảo vệ Thiên nhiên (WWF)
- Tổ chức Tổ chức Bảo tồn Động vật hoang dã Thế giới (FFI)
- Tổ chức bảo vệ chim Quốc tế (BirdLife International)
- Trung tâm Bảo tồn Thiên nhiên Việt (Viet Nature)

Ông là tác giả của nhiều công trình nghiên cứu về đa dạng sinh học và bảo tồn thiên nhiên:
- Nghiên cứu khả thi cho việc thành lập khu bảo tồn thiên nhiên Phong Điền, tỉnh Thừa Thiên Huế và ĐăKrông, tỉnh Quảng Trị, Việt Nam
- Dự án khả thi thành lập khu bảo tồn thiên nhiên Phong Điền, tỉnh Thùa Thiên Huế và Đăkrông, tỉnh Quảng Trị, Việt Nam.
- Dự án đầu tư cho việc thành lập khu bảo tồn thiên nhiên Phong Điền, tỉnh Thừa Thiên Huế, Việt Nam.
- Dự án đầu tư khu bảo tồn thiên nhiên Ngọc Linh, tỉnh Kon Tum, Việt Nam. Góp phần cho kế hoạch quản lý.
- Nghiên cứu khả thi cho việc thành lập khu bảo tồn thiên nhiên Xuân Liên, tỉnh Thanh Hoá, Việt Nam.
- Dự án đầu tư khu bảo tồn thiên nhiên Kẻ Gỗ, tỉnh Hà Tĩnh, Việt Nam. Góp phần cho kế hoạch quản lý.
- Dự án khả thi khu bảo tồn thiên nhiên Kẻ Gỗ, tỉnh Hà Tĩnh, Việt Nam.
- Dự án đầu tư khu bảo tồn thiên nhiên Kon Ka Kinh (nay là vườn quốc gia Kon Ka Kinh), tỉnh Gia Lai, Việt Nam. Góp phần cho kế hoạch quản lý.
- Khảo sát nhanh Khu bảo tồn thiên nhiên Kalon Sông Mao (tỉnh Bình Thuận) và Lò Gò-Xa Mát (tỉnh Tây Ninh), Việt Nam.
- Nghiên cứu khả thi thành lập khu bảo tồn thiên nhiên Chu Prông, tỉnh Gia Lai, Việt Nam.
- Nghiên cứu khả thi cho việc thành lập Khu Bảo tồn Thiên nhiên Khe Nét, tỉnh Quảng Bình, Việt Nam.
- Mở rộng hệ thống rừng đặc dụng Việt Nam cho thế kỷ 21. Phân tích hệ thống rừng đặc dụng Việt Nam và đề xuất mở rộng phù hợp.

Ông và Nguyễn Cử là 2 tác giả đầu tiên của cuốn "Chim Việt Nam" được vẽ bởi Karen Philips. Ông Lê Trọng Trải có công tìm ra 4 loài chim mới là khướu vằn đầu đen, khướu Ngọc Linh, khướu Kon Ka Kinh... Ông cũng tìm ra loài mang Roosevelt ở Việt Nam.